# Flughafen Balmaceda

i8
i11
i13
Der Flughafen Balmaceda (spanisch Aeródromo Balmaceda, IATA-Code: BBA, ICAO-Code: SCBA) ist ein chilenischer Flughafen, der sich am Rande des Örtchens Balmaceda, etwa 55 Kilometer südlich der Stadt Coyhaique, befindet. Er ist der Hauptflughafen der Carretera Austral und befindet sich mitten in Patagonien, etwa 4 Kilometer von der argentinischen Grenze entfernt. Durch die steigenden Touristenzahlen in der Region wird der Flughafen immer weiter ausgebaut.

## Fluggesellschaften und Flugziele
| Fluggesellschaft | Ziele                                               |
| ---------------- | --------------------------------------------------- |
| LATAM            | Puerto Montt, Santiago de Chile                     |
| Sky Airline      | Puerto Montt, Santiago de Chile                     |
| JetSmart         | Concepción, Puerto Montt, Temuco, Santiago de Chile |
| Quellen:         |                                                     |

## Zwischenfälle
- Am 16. Juni 1963 wurde eine Douglas DC-3/C-47A-75-DL der Luftstreitkräfte Chiles (Luftfahrzeugkennzeichen FACh 953) 42 Kilometer vom Flughafen Puerto Aysén (Chile) entfernt gegen den Berg Cerro Pérez geflogen. Die Maschine kam von dem nur 94 Kilometer entfernten Flughafen Balmaceda. Durch diesen CFIT (Controlled flight into terrain) wurden 19 der 20 Insassen getötet, alle sechs Besatzungsmitglieder und 13 Passagiere.[4]